# J・C・R・リックライダー
ジョゼフ・カール・ロブネット・リックライダー（Joseph Carl Robnett Licklider、1915年3月11日 - 1990年6月26日）はコンピュータの歴史上重要な役割を果たした人物。J・C・R・リックライダーまたは「リック」と呼ばれる。
現代のコンピュータネットワークについてのコンセプトを作り上げたという点でも重要な人物であり、その分野の開発での彼の役割の重要性が広く認められるようになってきた。単なる計算の道具ではない汎用的な道具としてのコンピュータという観点での開発にも深く関わっており、今日のインターネットに繋がる考察でも有名である。彼は通信におけるコンピュータの重要性と民主主義における大衆への情報伝達の重要性を理解していた。

## 経歴
1915年、ミズーリ州セントルイスに生まれた。父親はバプティスト派の牧師で、一人っ子だった。幼いころから工学の才能を見せ、模型飛行機をよく組み立てていた。また、自動車いじりを生涯の趣味としている。
セントルイス・ワシントン大学で学び、1937年に物理学・数学・心理学で学士号、1938年に心理学で修士号を取得した。1942年にロチェスター大学で音響心理学の博士号を取得している。
1943年から1950年までハーバード大学音響心理学研究所で働き、その頃からコンピュータにも興味を持つようになる。1950年にマサチューセッツ工科大学 （MIT）準教授。MITでは、リンカーン研究所設立に関与し、工学部の学生向けの心理学プログラムの確立に尽力した。1957年、Society of Engineering Psychologists から Franklin V. Taylor Award を授与された。1958年、アメリカ音響学会会長に選出される。1960年に論文Man-Computer Symbiosis（人間とコンピュータの共生）を発表した。

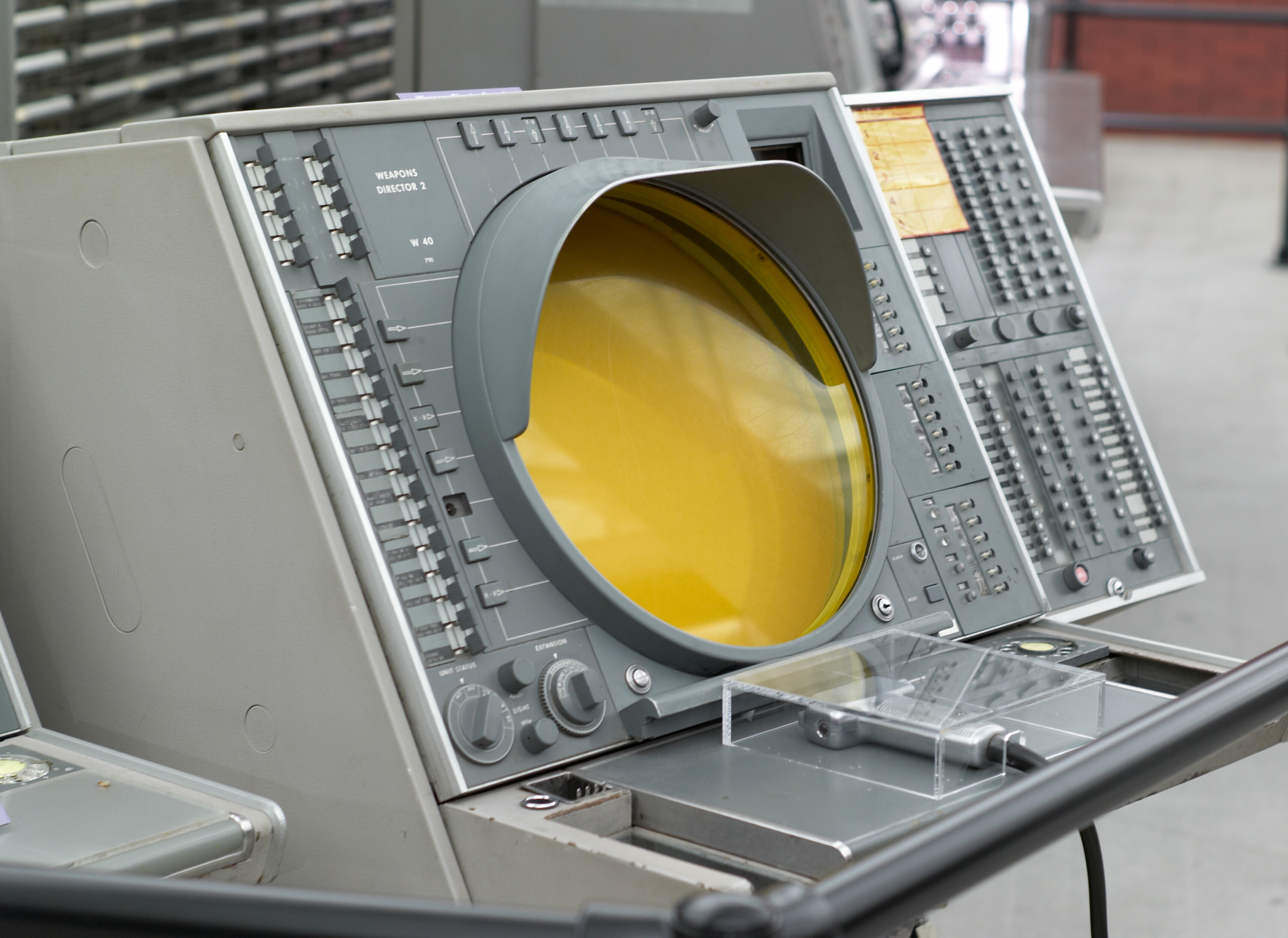
SAGE操作端末

一方で、コンピュータを利用した防空システムを構築する冷戦下のプロジェクトであるSAGEに携わった。1957年にBBNの副社長となり、PDP-1の1号機を購入してタイムシェアリングシステムの公開デモンストレーションを実施した。
1962年10月、アメリカ国防総省ARPA の研究部門IPTOの部長に任命され、1963年にはARPAの指揮・指令系統の行動科学研究機関の指揮を任された。1963年4月に、タイムシェアリングシステムやコンピュータネットワークについてのメモをARPAの同僚に送信した。ARPANETはこのメモに記述されたビジョンから生まれ、のちにインターネットへと発展した。
1968年、MIT電気工学科教授となり、Project MAC の責任者となった。Project MACはリックライダーの元で、世界初のタイムシェアリングシステムであるCTSSや、Multicsを開発した。MulticsはUNIX開発のきっかけとなったことでも知られている。
1985年に引退し、名誉教授となる。1990年、マサチューセッツ州アーリントンで死去。同年、Common Wealth Award for Distinguished Serviceを受賞。

## 業績

### 音響心理学
音響心理学の分野では、1951年の論文 "Duplex Theory of Pitch Perception" でよく知られており、この論文は数百回も引用された実績がある。1979年には本に再録された。音高知覚の現代的モデルの基礎となった論文である。

### コンピューティング
リックライダーは早くからコンピューティングに興味を持っていた。ヴァネヴァー・ブッシュと同様、J・C・R・リックライダーのインターネットへの貢献は具体的な発明ではなく概念的なものである（これが誰の言かは不明だが、ブッシュの功績には微分解析機など、電子式ディジタルコンピュータ以前のコンピューティングなどに具体的な成果があるのを見落としてはいる）。彼は簡単なユーザインタフェースを持つネットワーク接続されたコンピュータの必要性を予測していた。
彼が予測したものとしては、グラフィカルな情報処理、ポイント＆クリックによるインタフェース、デジタル・ライブラリ、e-コマース、オンライン・バンキング、ネットワーク上に存在して必要に応じて転送されるソフトウェアなどがある。彼は「コンピューティングのジョニー・アップルシード」と呼ばれている。デジタル時代にコンピューティングの種を植えた人物という当然のニックネームである。
リックライダーは、現代のパーソナルコンピュータやインターネットをもたらすことになった研究を考案し、出資し、管理するという役目を果たした。彼の論文 Man-Computer Symbiosis（人間とコンピュータの共生）は対話型コンピューティングを予見したもので、タイムシェアリングシステムとそのアプリケーション開発に早くから尽力した。彼はまたダグラス・エンゲルバートに助言と資金を与え、それによってエンゲルバートはスタンフォード研究所内に オーグメンテイション研究センター を設立し、有名なNLS（oN-Line System）を開発した。

### SAGE

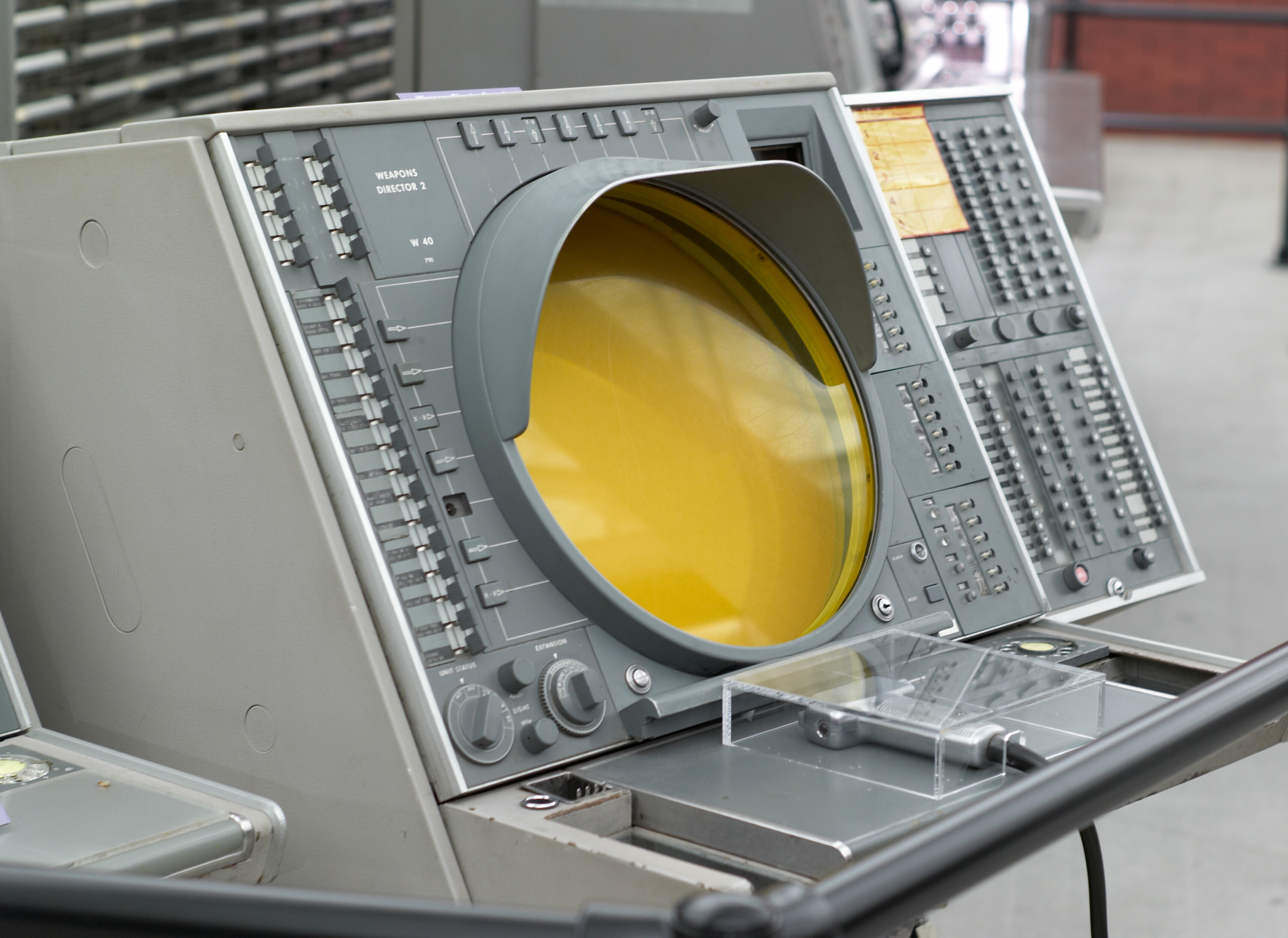
SAGE操作端末

彼は冷戦下のプロジェクトであるSAGEの開発に携わった。これは、コンピュータを利用した防空システムを構築するプロジェクトである。SAGEで使用したコンピュータは、データを集めて人間のオペレータに提示し、オペレータが適切な応答を選択するという方式である。1957年、BBNの副社長となり、PDP-1の1号機を購入してタイムシェアリングシステムの公開デモンストレーションを実施した。1958年、リックライダーはアメリカ音響学会の会長に選ばれた。
彼はARPANETを代表とする初期のネットワーキング研究においても発案と資金提供という面で同様の役割を果たした。1968年の論文 The Computer as a Communication Device（通信装置としてのコンピュータ）は、コンピュータネットワークによって位置に依存せずに共通の興味を持つ者が集う協力型コミュニティが生まれることを予測している。

### 人間とコンピュータの共生
1960年、リックライダーは有名な論文 Man-Computer Symbiosis（人間とコンピュータの共生）を書いた。その中でコンピュータとそのユーザーのより簡単な相互作用の必要性を示した。リックライダーはサイバネティックスと人工知能の先駆者であるとされている。しかし他のAIの先駆者とは違い、リックライダーはコンピュータが人間のようになるとは思っていなかった。彼はその論文で次のように述べている。「人は目標を定め、仮説をまとめ、尺度を決め、評価を実行する。計算機械はルーチン化された仕事はするが、それは技術的かつ科学的思考の洞察や決定の材料に過ぎない。」

### 地球規模のコンピュータネットワーク
リックライダーは1962年8月、BBNにいたころに地球規模のコンピュータネットワークのアイデアをまとめつつあり、「銀河間コンピュータネットワーク (Intergalactic Computer Network)」を論じた一連のメモを書いている。そのアイデアには今日のインターネットのほとんどあらゆる部分が含まれている。彼の論文 The Computer as a Communication Device（通信装置としてのコンピュータ）は1968年4月 Science and Technology 誌に掲載されたもので、ネットワークについての彼のビジョンを描いていた。
1967年、リックライダーは Carnegie Commission on Educational Television に論文 Televistas: Looking ahead through side windows を送った。これは、テレビを「放送」ではなく、双方向通信ネットワークで利用することを提案したものである。Carnegie Commission は Corporation for Public Broadcasting を創設した。Carnegie Commission の報告書には「リックライダー博士の論文が完成する前に、委員会はその結論を公式化していた」と説明されているが、ジョンソン大統領は1967年の Public Broadcasting Act に署名する際に「したがって我々は知識のための巨大なネットワークを構築する新たな方法を考慮しなければならないと思う。それは単なる放送システムではなく、情報を送信して蓄積し、個人がそれを活用できるものだ」と述べており、リックライダーの論文を踏まえた発言と見られる。

### Project MAC
1962年10月、リックライダーはアメリカ国防総省国防高等研究計画局 (ARPA) の研究部門IPTO (Information Processing Techniques Office) の部長に任命された。彼はその時期にアイバン・サザランド、ロバート・テイラー、ローレンス・ロバーツを見出し彼等に網羅的なコンピュータネットワークの重要性を納得させた。IPTOにいた2年間に、リックライダーはMITの Project MAC への資金提供を決めた。Project MAC ではメインフレームに複数のタイプライター端末を接続し、同時に最大30人がコンピュータを利用できるシステムを開発しようとしていた。彼はスタンフォード大学、UCLA、UCバークレー、System Development Corporation（いずれもカリフォルニア州）の同様のプロジェクトにも資金提供を決めている。また、スタンフォード研究所のダグラス・エンゲルバート率いる オーグメンテイション研究センター （ARC）にも資金提供しており、エンゲルバートは後にコンピュータ・マウスを発明している。

## 著作
著書:
- 1942. An Electrical Investigation of Frequency-Localization in the Auditory Cortex of the Cat. Ph.D. Thesis University of Rochester 194.2
- 1965. Libraries of the future. Cambridge, Mass., M.I.T. Press

主な論文:
- 1960. "Man-Computer Symbiosis". In: Transactions on Human Factors in Electronics, volume HFE-1, pages 4–11, March 1960.
- 1965. "Man-Computer Partnership". In: International Science and Technology May 1965.
- 1968. "The Computer as a Communication Device". In: Science and Technology. April 1968.